# Kolibri (openbaar vervoer)
Kolibri is een plan voor het openbaarvervoernetwerk in de regio Groningen-Assen rond 2000. Onderdeel van het plan was de realisatie van regionale tramlijnen: de RegioTram Groningen. Het grootste deel van het plan is niet uitgevoerd.
Het doel van het plan was om een groter aandeel van de bezoekers van de stad Groningen (destijds ca 160.000) gebruik te laten maken van het openbaar vervoer. Onderdeel van het plan was een tramnetwerk in de stad Groningen, dat vervolgens uitgebreid kon worden naar de provincie. De periode waarin het plan uitgevoerd zou worden was 2005-2020. Het plan zou deels bekostigd worden uit de compensatiegelden voor het niet aanleggen van de Zuiderzeelijn.

## Kolibri-netwerk

### Stad
In de eerste uitvoeringsfase van het plan zouden er hov-lijnen aangelegd, die zowel uit tram als bus konden bestaan, naar de transferia vlak buiten de stad.
Er waren twee tramlijnen in ontwerp voor de stad Groningen, te realiseren voor 2020:
- Tramlijn 1 van het Hoofdstation via de Grote Markt naar Transferium Zernikecomplex
- Tramlijn 2 van het Hoofdstation via het UMCG naar Transferium Kardinge

Daarnaast waren er drie snelbuslijnen gepland, te realiseren tussen 2006 en 2011:
- Station Groningen – Transferium Haren
- Station Groningen – Peizerweg – Transferium Hoogkerk – (Peize) – Roden
- Station Groningen – Peizerweg – Transferium Hoogkerk – Leek

### Regio
Onderdeel van het plan was een tramnetwerk in de regio, deels over bestaande sporen, deels over nieuwe sporen. Daarnaast waren er plannen voor enkele nieuwe spoorwegstations, waaronder Assen Zuid.

## Einde
Doordat de gemeente Groningen het RegioTramplan niet meer wenste te financieren, viel in de zomer van 2012 de basis onder Kolibri weg. Een deel van de plannen werd per 5 januari 2014 als snelbuslijnen onder de naam Q-link uitgevoerd.